# ناحیه گرانت، شهرستان کلار، میشیگان
ناحیه گرانت (به انگلیسی: Grant Township) یک منطقهٔ مسکونی در ایالات متحده آمریکا است که در شهرستان کلیر، میشیگان واقع شده‌است.
 ناحیه گرانت ۸۶٫۱ کیلومتر مربع مساحت و ۳٬۲۵۹ نفر جمعیت دارد و ۲۸۲ متر بالاتر از سطح دریا واقع شده‌است.